# Емельяны Перезимники
Емелья́ны Перези́мники — день в народном календаре у славян, приходящийся на 8 (21) января. В Белоруссии говорили: «До обеда Коляда» — окончательно прощались со Святками. До обеда не работали, а после обеда уже брались за отложенные занятия. В календарной обрядности после этого дня на некоторое время наступало затишье.

## Другие названия
рус. Отдание Святок, Василисы зимние, Емельянов день, Емельян — накрути буран, Емельян кумишный, Розданный день, Омельян — божьим светом осиян; укр. Пів-Івана, Різдвяний день; бел. Георгі, Емяльян, Васіліса, Провад-Каляда, Адпусціцель, Расцвендзень; полес. Отпуститель, Притеча, Провод коляд, Провод-коляда, Рождяный день, Рожественский день, Розвоный день, Роздваный день, Роздвенский день, Роздвеный день, Роздвяный день, Тёк и Притёк, Тёки-притёки, Тёк-перетёк, Тёк-притёк, Тик-притик, Тики-притики; чеш. Bazilišy, Sv. Severín, Sv. Erhart.
В этот день почитаются в том числе: православными славянами — Емилиан Кизический, Василисса Египетская, Георгий Хозевит; славянами-католиками — Василиса Египетская, Северин Норикский, Эрхард Регенсбургский; чьи имена присутствуют в названиях дня.

## Обычаи дня
По многим местам существовал обычай — угощать на Емельяна-Василису кума с кумой: это, по примете, приносит здоровье крестникам. А кум и кума, приходя в званый дом, приносили в подарок брусок мыла и полотенце и, вручая, говорили: «Вот тебе, кума, мыльце да белое белильце для крестника». При первом же купании ребёнка надо было использовать это мыло, а обкатывая водой сказать: «Царь морской, да царь двинской, да царь пинежский, дай воды на живот, на здравие раба божия (имярек), на чистоту его, на красоту его»; «С гуся вода, с Иванушки худоба!».
Розданным день называли, поскольку он приходится на тот же день недели, что и Рождество.
По словам народных лекарей — кого треплет неотвязная застарелая лихорадка, того, можно вылечить в этот день «травой-лихоманником» (она же: соколий-перелёт, толстушка, ископыть, козак, семиугодник, уразная, лиходей, Петров-крест, сердечная); в Вятской губернии звали эту траву «Василисой».
В долгие зимние вечера рассказывали истории да сказки, говорили: «Мели Емеля, твоя неделя!».
Украинцы считали, что в этот день ничего нельзя делать. В средней полосе России присматривались к ветру и гадали о погоде летом.
Полещуки говорили про этот день: Тік i притік починок приволік — с этого дня женщины могли вернуться к своим работам по прядению и ткачеству, и в ознаменовании этого они украшали прялки, с которыми обходили село, а затем в складчину устраивали пирушку.
Чешские поговорки говорят, что с этого дня заканчивалось мясное изобилие на столе: «На святого Северина вешай (убирай) мясо до комина» (чеш. Na svatého Severína věší se maso do komína) и крепчают морозы — «Со святой Базилисы зима повсюду веет холодом» (чеш. O svatým Bazilišy zima všudy čiší), «Со святого Эрхарта зима идёт на подъём» (чеш. O svatém Erhartu zima zebe do nártu).

## Поговорки и приметы
- На Григория-Емельяна ветер с Чёрна моря — быть лету с великой грозой[16].
- На Амельяна подует (ветер) с Киева — быть лету грозному (тульск.)[18].
- Со святой Базилисы зима повсюду веет холодом (чеш. O svatým Baziliši zima všudy čiší)[12].
- Метель зиме за обычай[19].
- Мели Емеля, твоя неделя![15]
- Зимний ветер морозу помощник — пуще холодит[5].